# Angelonia hirta
Angelonia hirta là một loài thực vật có hoa trong họ Mã đề. Loài này được Cham. mô tả khoa học đầu tiên năm 1833.